# Hapalomantinae
Hapalomantinae es una subfamilia perteneciente a la familia Iridopterygidae. Se conocen siete géneros actualmente.

## Géneros
Bolbe - Bolbena - Bolbula - Hapalogymnes - Hapalomantis - Papubolbe - Tarachina